# Bizantsko-bugarski ratovi
Bizantsko-bugarski ratovi bili su niz sukoba vođenih između Bizanta i Bugara koji su najprije započeli sa osnivačima Bugarske (Protobugarima) nakon njihovog naseljavanja na Balkanskom poluotoku 670-ih, a intenzivirali su se širenjem Bugarskog Carstva na jugozapad nakon 681. godine. 
Bizant i Bugari nastavili su se sukobljavati tijekom sljedećeg stoljeća s promjenljivim uspjehom, sve dok Bugari, predvođeni Krumom, nisu nanijeli niz poraza Bizantu. Nakon što je Krum umro 814. godine, njegov sin Omurtag sklopio je tridesetogodišnji mirovni sporazum. Simeon I. imao je više uspješnih kampanja protiv Bizanta tijekom svoje vladavine od 893. do 927. Njegov sin Petar I. pregovarao je o još jednom dugotrajnom mirovnom sporazumu. Nakon njegove vladavine slijedi razdoblje opadanja bugarske države.
Godine 971. Ivan I. Cimisk, bizantski car, potčinio je veliki dio Bugarskog Carstva koje je slabilo porazivši Borisa II. i zauzevši Preslav, bugarsku prijestolnicu. Samuilo je uspio stabilizirati bugarsku državu sa središtem oko grada Prespe. Pred kraj njegove vladavine, Bizant je ponovno preuzeo prevagu, a pod Bazilijem II. pobijedili su u bitci kod Kleidiona i potpuno osvojili Bugarsku 1018. Pobune protiv bizantske vlasti bile su od 1040. do 1041., te 1070-ih i 1080-ih, ali nisu uspjele. Godine 1185., međutim, Teodor Petar i Ivan Asen I. podigli su ustanak, a sve slabije Bizantsko Carstvo, suočeno s vlastitim unutarnjim dinastičkim problemima, nije moglo ugušiti ustanak.
Nakon što je vojska Četvrtog križarskog rata osvojila Konstantinopol 1204. godine, bugarski car Kalojan, pokušao je uspostaviti prijateljske odnose s križarima, ali je novonastalo Latinsko Carstvo odbacilo svaku ponudu saveza s Bugarima. Zbog hladnog prijema, Kalojan se udružio s Nikejcima, što je smanjilo moć križara na tom području. Iako se njegov nećak Boril udružio s Latinskim Carstvom, Borilovi nasljednici stali su na stranu Nikejaca, unatoč nekoliko njihovih stalnih napada. Nakon raspada Latinskog Carstva, Bizant je, iskoristivši bugarski građanski rat, zauzeo dijelove Trakije, ali je bugarski car Teodor Svetoslav ponovno preuzeo te zemlje. Bizantsko-bugarski odnosi nastavili su fluktuirati sve dok Osmanlije nisu zauzeli bugarsku prijestolnicu 1393. i bizantsku prijestolnicu 1453. godine.